# Mensaje a las bases (discurso)

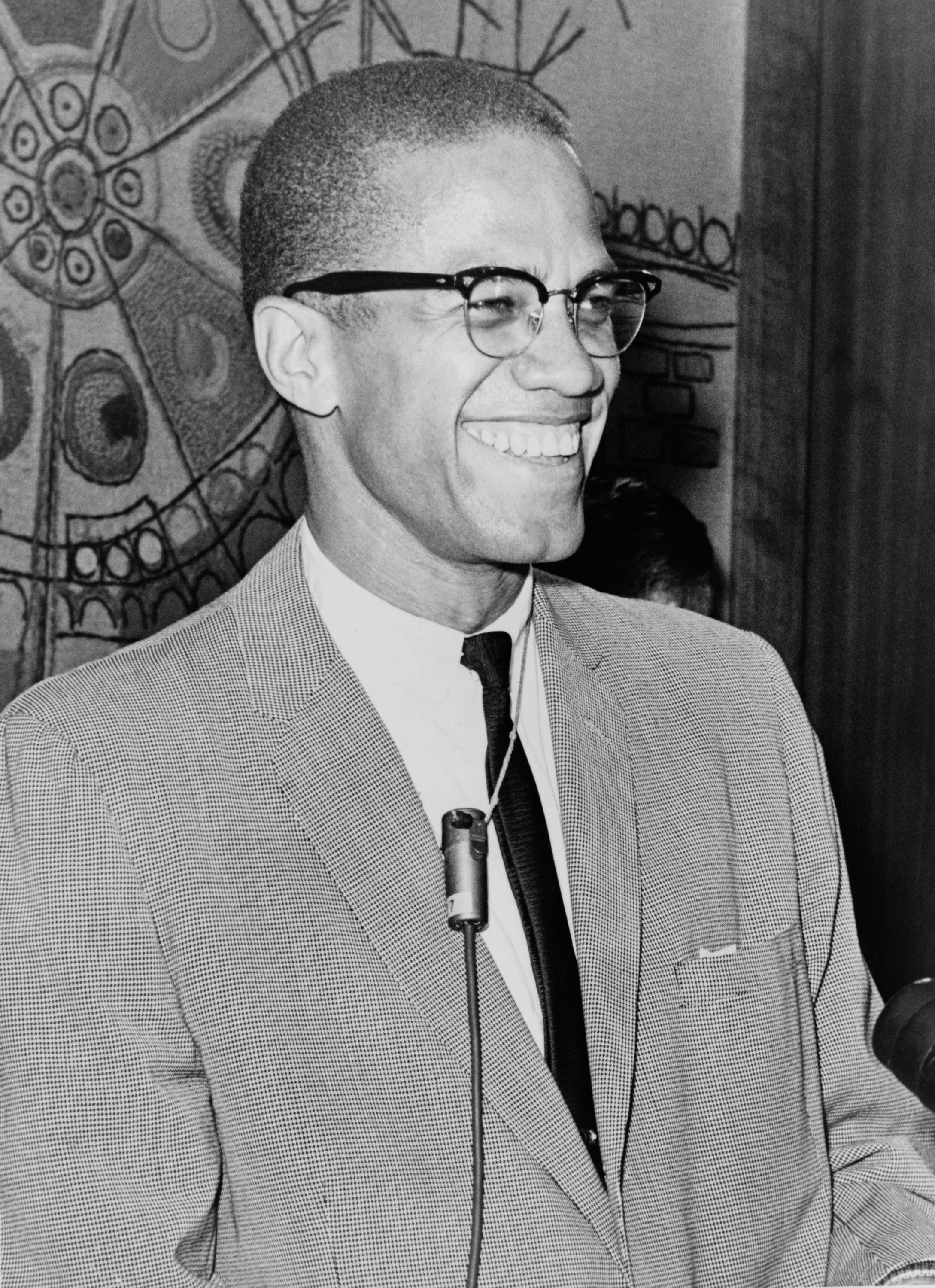
Malcolm X

"Mensaje a las bases" es un discurso público pronunciado por el activista de derechos humanos Malcolm X. El discurso fue pronunciado el 10 de noviembre de 1963 en la Conferencia de Líderes de Base Negros del Norte (Northern Negro Grass Roots Leadership) que tuvo lugar en la Iglesia Baptista King Solomon de Detroit, Míchigan. Malcolm X describió la diferencia entre la «Revolución negra» (black revolution) y la «Revolución de los negros» (negro revolution). Asimismo subrayó el contraste entre el «negro doméstico» (house negro) y el «negro de campo» (field negro) en la época de la esclavitud y en los tiempos modernos. También criticó la Marcha a Washington de 1963. El «Mensaje a las Bases» fue clasificado entre los 100 mejores discursos del siglo XX en los Estados Unidos por 137 expertos en la oratoria estadounidense.

## El discurso

### Un enemigo común
Malcolm X empezó su discurso enfatizando la experiencia común de todos los afroestadounidenses, al margen de sus creencias políticas o religiosas.
Lo que ustedes y yo tenemos que hacer es aprender a olvidarnos de nuestras diferencias. Cuando nos reunimos, no lo hacemos como bautistas o metodistas. Ustedes no viven un infierno por ser bautistas ni viven un infierno por ser metodistas. No viven un infierno por ser metodistas o bautistas. No viven un infierno por ser demócratas o republicanos. No viven un infierno en calidad de masones o elks y, sin duda, no viven un infierno por ser estadounidenses, porque si fueran estadounidenses no vivirían un infierno. Ustedes viven un infierno, y todos nosotros lo vivimos, por la misma razón.
No solamente los negros estadounidenses compartirían una misma experiencia. Malcolm X añade que también comparten un mismo enemigo: el blanco. Sostuvo que los afroestadounidenses deberían unirse por el hecho de compartir a este enemigo.
Malcolm X describió la conferencia de Bandung de 1955, donde representantes de países asiáticos y africanos se habrían reunido para hablar de su común enemigo: los europeos. Sostuvo que los estadounidenses negros debían dejar a un lado sus diferencias y unirse, del mismo modo que habrían hecho los asistentes a la conferencia de Bandung.

### La revolución negra y la revolución de los negros
Seguidamente, Malcolm X, se refirió a lo que él llamaba la «revolución negra» (black revolution) y la «revolución de los negros» (negro revolution). Sostuvo que los negros usaban la palabra revolución muy livianamente, sin comprender realmente el alcance del concepto. Subrayó que las revoluciones independentista estadounidense, francesa, rusa y china habían sido realizadas por gente afectada por la cuestión de la tierra y que las cuatro revoluciones mencionadas produjeron derramamiento de sangre. Afirmó que las revoluciones negras que se estaban produciendo en África también conllevaban el derramamiento de sangre.
Por otra parte, Malcolm X sostiene que los defensores de una revolución de los negros en Estados Unidos creen que pueden hacer una revolución no violenta.
No existe revolución pacífica. No existe la revolución de poner la otra mejilla. No existe cosa semejante a una revolución no violenta. La única clase de revolución que no es violenta es la revolución de los negros. La única revolución que consiste en amar a tus enemigos es la revolución de los negros. (…) Una revolución es sangrienta, es hostil y no conoce negociación. Una revolución derriba y destruye todo lo que la obstaculiza. Y ustedes, aquí sentados como lelos, dicen «voy a amar a éstos, no importa lo mucho que me odien». No, ustedes necesitan una revolución. ¿Quién en la vida ha oído hablar de una revolución de tomarse de las manos y cantar «We shall overcome»? No se hace eso en una revolución. No vamos cantando porque estamos ocupados sudando. Parte de la tierra. Un revolucionario lo que quiere es tierra para levantar su propia nación, una nación independiente. Estos negros no piden una nación, sino que tratan de volver a la plantación.

### Negro doméstico y negro de campo
Malcolm X habló de dos tipos de africanos esclavizados: el «negro doméstico» y el «negro de campo». El negro doméstico vivía en la casa de su patrón, vestía y comía bien. Amaba al patrón tanto como el patrón se amaba a sí mismo y se identificaba con el patrón. Si el patrón enfermaba, el negro doméstico preguntaría «¿estamos enfermos?». Si alguien sugiriese al negro doméstico escapar de la esclavitud, éste se negaría a ello diciendo que dónde podría llevar una vida mejor que la que tiene.
Malcolm X describió a los negros de campo, que sostenía que eran la mayoría de los esclavos de una plantación. El negro de campo vivía en una choza, llevando harapos por ropa y comiendo entresijos. Odiaba a su patrón. Si la casa del patrón se incendiaba, el negro de campo rogaba que soplara el viento. Si el patrón enfermaba, el negro de campo rogaba que muriese. Si alguien le proponía escapar, lo hacía al instante.
Malcolm X dijo que seguía habiendo negros domésticos y negros de campo. El negro doméstico moderno estaría siempre interesado en vivir o trabajar entre personas blancas y se jactaría de ser el único afroestadounidense de su barrio o de su trabajo. Malcolm X dijo que las masas negras eran negros de campo modernos y él se autodefinió como negro de campo.

### La Marcha sobre Washington
Finalmente Malcolm X habló sobre la Marcha sobre Washington, que había tenido lugar el 28 de agosto de 1963. Dijo que la marcha la impulsaron las masas de afroestadounidenses, que estaban coléricas y amenazaban con marchar sobre la Casa Blanca y el Capitolio. Malcolm X dijo que amenazaban con bloquear el tráfico en las calles de Washington y en su aeropuerto. Lo describió como la revolución negra.
Malcolm X dijo que el presidente Kennedy llamó a los seis grandes líderes del movimiento por los derechos civiles, conminándolos a detener la marcha pero ellos respondieron que no podían: «Patrón, no puedo detenerlo porque no lo inicié. Ni siquiera estoy en eso, mucho menos lo encabezo». Malcolm X describe cómo el filántropo blanco Stephen Currier convoca una reunión en Nueva York para fundar el Council for United Civil Rights Leadership (Consejo Unido de Líderes de los Derechos Civiles) que proporcionó fondos y cobertura de relaciones públicas a los seis grandes líderes y se hizo con el control de la marcha. En consecuencia, sostiene, la Marcha sobre Washington perdió su beligerancia y se convirtió en «un circo».
La controlaban tan estrechamente que le dijeron a los negros cuándo llegar a la ciudad, cómo llegar, dónde detenerse, qué carteles llevar, qué canciones cantar, qué discursos podían decir y cuáles no podían decir. Luego les dijeron que abandonaran la ciudad antes de la puesta de sol. Y cada uno de esos Tíos Tom dejó la ciudad antes de la puesta de sol.

## Análisis
«Mensaje a las bases» fue uno de los últimos discursos de Malcolm X en calidad de miembro de la Nación del Islam. Pocas semanas después de pronunciar el discurso, Elijah Muhammad, el líder de la organización, impuso silencio a Malcolm X debido a los comentarios que había vertido con respecto al asesinato del presidente Kennedy. El 8 de marzo de 1964, Malcolm X anunció su exvinculación de la Nación del Islam.
De algún modo, «Mensaje a las bases» puede entenderse como una señal de la salida inminente de Malcolm X de la Nación del Islam. En este discurso, él no habló como ministro religioso musulmán sino como líder de las masas negras. Gloria Richardson, que estuvo presente en el discurso, recordaría más tarde: «fue ese el momento en que me pregunté realmente cuánto tiempo tardaría en romper [con la Nación del Islam]».
«Mensaje a las bases» constituye el discurso más «político» pronunciado por Malcolm X hasta ese momento. El mensaje político del discurso excedía las doctrinas que enseñaba la Nación del Islam.
Algunos de los temas que tocó Malcolm X en su «Mensaje a las bases» eran recurrentes. La distinción entre la revolución negra y la revolución de los negros y entre el negro doméstico y el negro de campo se habían vuelto característicos de sus discursos.
Respecto a la Marcha sobre Washington, el teólogo James H. Cone escribe que «las palabras de Malcolm eran duras pero eran la verdad». Según Cone, la marcha fue controlada por la burguesía negra y por los liberales blancos que la financiaron. Los organizadores forzaron a John Lewis para que reescribiera su discurso porque se consideró ofensivo hacia la administración Kennedy y a James Baldwin no se le permitió dirigirse a los presentes por miedo a lo que pudiese decir.

## Posteriores referencias
En 1988 se usó una cita modificada de este discurso en el principio de la canción Cult of Personality del grupo Living Colour. La cita, tal como aparece en la canción es:
    ". . . And during the few moments that we have left, . . . We want to talk right down to earth in a language that everybody here can easily understand."

«… y durante los breves momentos que pasaron, … queremos hablar alcanzando hasta la misma tierra con palabras que todo el mundo puede entender»
En 2008, poco después de la elección de Barack Obama, el primer presidente afroestadounidense, Al-Qaeda publicó un video que contenía un comunicado de Aymán al-Zawahiri, donde llamaba a Obama «negro doméstico» y lo comparaba con «honorables estadounidenses negros» como Malcolm X.

## Pasajes notables
- «Es como tener un café que es demasiado negro, que está demasiado cargado. ¿Qué hacemos? Lo rebajamos con crema para que esté más flojo. Si echamos demasiada crema llega un momento en el que no sabremos si llevó café. Estaba caliente y se enfría. Estaba cargado y se rebaja. Te despertaba y ahora te duerme».[21]